# Sesso pazzo
Sesso pazzo è un EP degli Skiantos, pubblicato nel 2006.

## Tracce
1. Sesso pazzo
2. Sesso pazzo (Radio Edit)
3. Sesso pazzo (Alternative Mix)
4. Permanent Flebo
5. Eptadone
6. Gelati
7. Mi piaccion le sbarbine
8. Io ti amo da matti (Sesso & Karnazza)
9. Col mare di fronte
10. Col mare di fronte (Video + Intervista)